# Naquetia
Naquetia is een geslacht van weekdieren uit de klasse van de Gastropoda (slakken).

## Soorten
- Naquetia barclayi (Reeve, 1858)
- Naquetia cumingii (A. Adams, 1853)
- Naquetia fosteri D'Attilio & Hertz, 1987
- Naquetia jickelii (Tapparone Canefri, 1875)
- Naquetia manwaii Houart & Héros, 2013
- Naquetia rhondae Houart & Lorenz, 2015
- Naquetia triqueter (Born, 1778)
- Naquetia vokesae (Houart, 1986)